# Åby Stora Kallblodspris
Åby Stora Kallblodspris är ett travlopp för kallblodiga travhästar som körs på Åbytravet i Mölndal varje år i slutet av augusti. Det går av stapeln samma tävlingsdag som Åby Stora Pris och Åby Stora Montépris. Loppet körs över 1 640 meter med autostart. Förstapris är 200 000 kronor.
Första upplagan av Åby Stora Kallblodspris kördes den 11 augusti 2018, och vanns av Månprinsen A.M., körd och tränad av Gunnar Melander.

## Vinnare
| År   | Häst              | Kusk              | Tränare           | Odds              | Tid               | Tvåa              | Trea              |
| ---- | ----------------- | ----------------- | ----------------- | ----------------- | ----------------- | ----------------- | ----------------- |
| 2019 | Inget lopp kördes | Inget lopp kördes | Inget lopp kördes | Inget lopp kördes | Inget lopp kördes | Inget lopp kördes | Inget lopp kördes |
| 2018 | Månprinsen A.M.   | Gunnar Melander   | Gunnar Melander   | 1,84              | 1.19,0            | Odd Herakles      | Odin Tabac        |